# Liste der osttimoresischen Botschafter in Indien

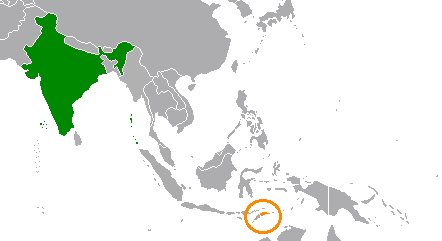
Indien (grün) und Osttimor (orange)

Diese Liste führt die osttimoresischen Botschafter in Indien auf.

## Hintergrund
Indien und Osttimor nahmen diplomatische Beziehungen am 24. Januar 2003 auf. Am 20. März 2025 wurde die Botschaft Osttimors in Neu-Delhi eröffnet. Charge d’Affaires war zunächst Francisco Dionisio Fernandes, bevor Karlito Nunes am 30. Juli 2025 seine Akkreditierung als Botschafter in Indien übergab.

## Liste
| Name                         | Amtszeit  | AnmerkungenListe der indischen Botschafter in Osttimor |
| ---------------------------- | --------- | ------------------------------------------------------ |
| Francisco Dionisio Fernandes | 2025      | Charge d’Affaires                                      |
| Karlito Nunes                | seit 2025 | Akkreditierung: 30. Juli 2025                          |